# 张家港市
张家港市位于长江下游南岸，是中國江苏省苏州市代管县级市。张家港市其综合竞争力列2010年全国百强县（市）第一梯队，市人民政府駐杨舍镇人民中路33号。
“张家港”一名中，“港”指河流，最早是清朝时江陰縣的地名:60。

## 历史
张家港市所在区域的北部原是长江的一部分，成陆较晚；南部地区的发展则与附近地区类似，最早发现的人类活动在新石器时代马家浜文化以前，自殷商末起属吴国；秦朝属会稽郡，晋朝置暨阳县。南朝梁设梁丰县。
隋唐之后，今张家港市地分属常熟县和江阴县。清朝时，今北部地区为长江南岸的沙洲，由江北数县的移民跨江开垦。同治十三年（1874年），开凿常通港，划定常通港以南为常熟县所有，即常阴沙。常通港以北为通州直隶州所有，共计约10平方公里土地，即刘海沙。中华民国建立后，通州直隶州改置南通縣，刘海沙仍隶之，又称通属常阴沙。当时刘海沙距常熟县有一百多华里，距离南通县仅一江之隔。依靠日常摆渡即可快速通航。
抗日战争时期，江苏省逐步沦陷。汪偽政權将刘海沙划归常熟县。由于此处有多处长江港口，对在此开展军事斗争的中国共产党极为重要。1941年年初，中国共产党政权曾一度在常阴沙地区建立沙洲县。南部及常熟、江阴两县的边界地区设立虞西县。
抗日战争结束的1946年，包括刘海沙民众在内，南通县与常熟县，就刘海沙是否改辖常熟县展开斗争。第一绥靖区司令官李默庵复电“仅就江防上令常熟县临时派队维持”，宣告“常熟县政府（接管改辖）任务取消”。
1949年1月，因局势变化，中华民国南通“县府重要文件已迁往刘海沙”。至2月2日，第一绥靖区南通指挥所指挥官顾锡九等均退至常熟县，南通县政府暨部分地方团队亦移驻常阴沙。2月5日，中国人民解放军攻占南通縣。新政府调整行政区划，刘海沙仍属南通县。
1949年后，张家港市东部属常熟县，西部属江阴县。1950年2月，刘海沙由南通縣划归常熟县。至此，常阴沙地区归一县管辖。而随着围田开垦，当地人口不断扩充。1962年，由江阴县划出九个公社，常熟县划出十四个公社以及常阴沙农场，重建沙洲县，隶属苏州地区。张家港从此成为一个县级行政单位。县域自然区分为新沙、老沙。原常阴沙地区即新沙，人口多为海门县、啟東縣移民后裔，讲沙地话。原常熟县地区称为老沙，多为常熟县移民后裔，讲常熟話。
1986年9月，中国国务院批准撤消沙洲县，改设张家港市，隶属地级苏州市。“张家港”的“港”指河流，而非港口。最早可考的是清朝道光年间《江阴县志》所记的江陰縣大桥镇“张家港街”:60。具体来源，一说是，咸丰年间，在老夹江口筑坝，凿南套入江，因经过张家埭，命名张家港。对这一说法持反对意见者，指是康熙初年，在张家埭东面的河上筑马桥，发现小河无名。江阴沙田局与当地士绅商议，命名为“张家港”。张家埭本是明朝万历年间靖江縣张姓家族移居此处形成的村落:61—62。2004年，江苏农垦将原江苏国营常阴沙农场划归张家港市，实行属地管理。

## 经济
2012年，实现地区生产总值2050亿元，完成全社会固定资产投资703亿元，实现地方公共财政预算收入149.6亿元，规模以上工业总产值4702.9亿元，城镇居民人均可支配收入、农村居民人均纯收入分别达39695元和19460元。实际利用外资9.5亿美元，完成进出口总额319.62亿美元，口岸货物吞吐量2.5亿吨，集装箱运量150万标箱。
2020年，全市实现地区生产总值2686.6亿元，公共财政预算收入250.3亿元，居民人均可支配收入6.06万元。

## 地理
张家港市东南毗邻常熟市，西面毗邻江阴市，北面隔长江与南通市、如皋市及靖江市相望。
张家港属长江下游冲积平原，属亚热带季风气候，海洋性强，年平均气温15.5℃。张家港市全市总面积999平方公里（其中陆域面积777平方公里）。

### 行政区划
- 张家港市共辖杨舍、塘桥、大新、乐余、锦丰、南丰、凤凰和由江苏省农垦划归的原江苏国营常阴沙农场（张家港市现代农业示范园区）七个乡镇以及金港、后塍、德积三个街道。

## 人口
截至2022年末，张家港市常住人口144.76万人，比上年末增加0.72万人，增长0.5%。城镇常住人口107.67万人，全市常住人口城镇化率为74.4%，比年初提升0.28个百分点。年末户籍总人口92.73万人，出生人口3863人，死亡人口7708人，户籍人口自然增长率为-4.15‰。
根据《中国人民共和国第七次全国人口普查》顯示张家港全市人口143.2044万人。

## 語言
1961年，新设沙洲县时，县域北部常阴沙地区人口多为海门县、啟東縣移民后裔，讲沙地话。原常熟县地区，多为常熟县移民后裔，讲常熟方言。目前，张家港方言主要有虞西话、澄东话、澄要话、老沙话、常阴沙话（又称沙地话）五大类，另有少量苏北话。其中虞西话、澄东话、老沙话和常阴沙话分布地域最广、人口最多，成为境内有代表性的方言；苏北话有南通话、如皋话、泰兴话和靖江话。

## 交通

### 公路
- 第一条公路——澄(江陰)巫(張家港巫山)公路、澄(江陰)豐(張家港錦豐)公路和常(常熟)十(张家港十二圩港)公路，由張家港錦豐人、上海交通大學畢業生、抗日愛國將領陳一白少將出資、設計、勘測、建造。
  - 1932年“一·二八”淞滬抗戰爆發，朱家驊任交通部長，全力發展交通。1933年7月，國民政府指派陳一白鋪築了澄(江陰)巫(張家港巫山)軍用公路，18公里，路基寬9米，1934年1月完工。
  - 1937年春國民政府鞏固江防，再次由陳一白自江陰要塞向東，經楊舍、福前鎮東、東萊、合興至錦豐，搶築軍用公路。春季測量，盛夏施工，建橋築基。同時常(熟)十(二圩港)公路段始築，43公里，路基寬7米，路面寬3米。1943年1月9日常熟鹿苑公路段試行通車。
- 张杨公路 （原为 张杨公路） 烟沪线过境。
- 通锡高速、 沪武高速（原为 常合高速（沿江高速））过境， 张家港疏港高速(为S23 靖张高速一期路段)位于境内。
- 境内主要城乡公路：张杨公路、杨锦公路、晨丰公路、妙丰公路、沿江公路。
- 其它跨县通道：苏虞张公路（张家港-常熟-苏州）、 芙蓉大道（张家港-江阴）、澄鹿路（张家港-江阴）、锡张路（张家港-无锡）。

张家港距上海98.1公里、苏州58公里、无锡40公里、常州70公里、南通30公里，距苏南硕放国际机场37公里、南通興東国际机场37公里、上海虹桥国际机场98公里、上海浦东国际机场150公里。

### 铁路
经过张家港站:沪通铁路通苏嘉甬城际铁路沪宁沿江高速铁路
经过张家港北站：沪通铁路

### 轨道交通
- 10号线

### 航道
- 张家港港：沿长江岸线达64多公里，其中可建万吨级以上泊位的深水岸线达33公里。现有万吨级以上泊位65个。
- 2012年货物吞吐量达到2.5亿吨，其中集装箱运量150.2万标箱。口岸货物吞吐量连续三年超2亿吨，居全国县域口岸之首。

### 过江通道
汽渡：张皋汽渡（张家港-如皋）、通沙汽渡（张家港-南通）。
长江大桥：沪苏通长江公铁大桥（2020年通车，为 通锡高速锦丰-南通段和沪通铁路过江通道）、张靖过江通道（张家港-靖江，规划中）。此外还预留过江通道口一个。

## 工业经济
张家港市是2007年中国百强县第三名，拥有全国首个也是仅有的两个的内河保税区之一的张家港保税区（另一个为重庆寸滩保税港区）。
2009年百强县与江阴、昆山并列第一。
十大集团企业：江苏沙钢集团（线材、板材、铜业、宽厚板、不锈钢、镀锌板等）、东海粮油、华芳、永钢、牡丹（汽车）、张铜、澳洋、华润（玻璃）、联合铜业、骏马化纤。
根据2011年数据，沙钢集团销售额2075亿人民币，为中国第一大民营企业，同时是江苏省内最大的企业。东海粮油为亚洲最大食用油生产基地。

## 教育
- 沙洲工学院：1984年创办，全国第一家县办大学。
- 江苏科技大学（张家港校区）：占地856亩，校舍建筑面积26万平方米，规划全日制在校本科生规模为5000人。

有国家级重点中学梁丰高级中学，江苏省四星级中学：张家港职业教育中心校、沙洲中学、暨阳高级中学、张家港高级中学，塘桥高级中学,其余各高级中学全为省级重点中学，教育软硬件设施极为雄厚。

## 城市荣誉
- 张家港市先后荣获“全国文明城市”、“国家卫生城市”、“全国环保模范城市”、“全国文化先进县（市）”、“全国计划生育优质服务示范市”和“全国双拥模范城”，全市各镇全部建成“国家卫生镇”。2005年获得“国际花园城市”称号。张家港由于在城乡综合发展方面的开拓创新，获得2008年的联合国人居奖。